# Norbert Skrovanek

Skrovanek am Set 2002

Norbert Skrovanek (* 9. März 1954 in Bratislava; † 11. November 2014 in Hamburg) war ein deutscher Fernsehregisseur, Drehbuchautor, Produzent und Hochschullehrer.

## Leben
Skrovanek wuchs dreisprachig auf (Slowakisch, Deutsch mit Wiener Dialekt, Ungarisch), seine Familie kommt aus der Slowakei, Österreich, Ungarn, Bayern und Italien. 1965 kam er nach Deutschland. In München besuchte er das Albertinum, ein Jesuiteninternat. Am Erasmus-Grasser-Gymnasium machte er Abitur. Schon damals wirkte er als Schauspieler und Autor in Schul- und Jugendtheater mit.
Er studierte ab 1975 an der Ludwig-Maximilians-Universität München Literatur- und Kunstgeschichte sowie Theater- und Kommunikations-Wissenschaft. Parallel war er von 1976 bis 1980 Gründungsmitglied (Autor, Regie, Schauspieler, zusammen mit Matthias Weigold) eines Off-Theaters mit Sitz in München, subventioniert durch die Stadt. Tourneen durch Deutschland und Europa folgten.
1981 bis 1982 hatte er ein Schauspielengagement am Residenztheater München. Er wirkte unter anderem in Inszenierungen von Dieter Giesing, Ingmar Bergman und Ernst Seiltgen mit. Von 1982 bis 1984 war er für die Konzeptleitung im Kulturreferat der Landeshauptstadt München, für Filmwochen, Festivals im In- und Ausland, Lesungen und Events tätig. Zudem übernahm er 1983 bis 1984 die Leitung des Koordinations-Büros von Robert Wilson und war sein persönlicher Assistent (The CIVIL warS – USA, BRD, Frankreich, Niederlande, Japan).
1985 gründete er die bis heute existierende, eigene Blaufilm-Produktion, mit der er bis 1994 vorwiegend dokumentarische Filme für das ZDF produzierte.
Seine erste Dozententätigkeit übernahm er von 1994 bis 1997, als Dozent an der Filmakademie Baden-Württemberg Ludwigsburg im Diplomstudiengang Dokumentarfilm. Zusätzlich arbeitete er seit 1994 als Fernsehregisseur mit Schwerpunkt Fiktion.

Seit 2005 war er Fachverantwortlicher Hochschuldozent für Film und Fernsehen an die medienakademie Hamburg, Berlin, München, Rügen.
In erster Ehe war er mit der Schauspielerin Lena Stolze verheiratet, in zweiter Ehe mit der Journalistin und Publizistin Maria Schoppa. Aus dieser Ehe kommen die zwei Kinder Sophia-Anna und Jan-Michael. Skrovanek lebte seit 1987 mit seiner Familie in Hamburg.

## Werke

Skrovanek als Altnahara Mensch 1977

### Theater
- 1976 Aarttyie, Kulturwochen München, Regensburg (D),
- 1976 Leitung von Kursen und Übungen zur Schauspielarbeit mit Studenten an der Ludwig-Maximilians-Universität
- 1977 Der Altnahara Mensch, Mitternachtsperformance, Theater im Fuchsbau (Co-B / D)
- 1977 Gerd Heidenreich: Die gestiefelte Nachtigall, TIK, Deutschlandtournee (D)
- 1977 Kabale und Liebe, Tournee durch BRD (u. a. Mannheimer Schillertage), Schweiz, *Österreich, Italien und mit einer zweisprachigen Fassung auf Einladung des Goetheinstitutes zu den Festivals Dublin u. Wexford/Irland (R / D)
- 1978–1980 Von der Wiege bis zum Graab I und … II, die phantastischen Tagebücher des schizophrenen Malers und Schriftstellers Adolf Wölfli, Tournee durch BRD, Italien, Schweiz, Österreich (B / D / R)
- 1981–1982 Schauspiel-Engagement am Bayer. Staatsschauspiel / München (D)
- Happy End, Bertolt Brecht / R: Baumann
- Fräulein Julie. August Strindberg / R: Ingmar Bergman
- Herzeleid einer Englischen Katze Geneviève Serreau / R: E.Seiltgen, Pariser Leben J.Offenbach / R: D. Giesing
- 1988 Fräulein Else, mit Lena Stolze, Thalia Theater Hamburg, Fernsehaufzeichnung mit Studio Hamburg; Einladungen u. a. Baden-Württemberger Theaterwochen, Norddeutsche Theatertage, Theaterfest München (R)

### Dokumentarisch Fernsehen
- Obdachlos in München, 1984, Regie/Kamera, Videobericht, IKM / München, 26' (R / Ka.)
- Und wenn ich nicht gestorben bin, dann lebe ich noch heut’, 1986, Dokumentarfilm über ein hirngeschädigtes Mädchen, 45 Min, ZDF (B / R)
- Die Jagd des weißen Mannes nach dem Glück
- 1987, Träume und Drogen in SO-Asien, Dokumentarfilm, 25', ZDF (B / R)
- Traumreisen, 1987, Jugendjournal, 45', ZDF (B / Red.)
- Willst Du Liebe …? 1987, Jugendjournal, 45', ZDF (B / Red.)
- Ohne Arbeit, 1988, Feature über Armut und Arbeitslosigkeit in Dortmund, 34', ZDF (B / R)
- Jenseits von Erfolg und Reichtum, 1989, 5 Filmporträts, 60', ZDF (B / R)
- Niemals auseinander gehen, 1990, Bauernhochzeit, Dokumentation, 20', ZDF (B / R )
- Viel auf und ab, Schwangerschaft, Geburt, 1990, Dokumentation, 21', ZDF (B / R )
- Es war einfach Leichtsinn, 1990, Scheidung, Trennung, Dokumentation, 21', ZDF (B / R)
- Das zweite Leben, 1990, Talkshow mit Zuspielfilmen, 30', SAT.1 (R)
- Uns ist ein Kind geboren, 1990, Talkshow mit Zuspiel, 30', SAT.1 (R)
- Du weißt nie, was kommt, 1990, zwei Notärzte im Einsatz, Reportage, 45', ZDF (B / R)
- Hammer & Zirkel, 1991, Langzeitbeobachtung, DDR, mit D. Westenberger, 60', ZDF (B / R)
- Das hältst Du im Kopf nicht aus, 1991, Dokumentation eines „Verrückten“, 45', ZDF (B / R)
- Leben, Lieben, 1991, Reportage aus einem Frauengefängnis, 30', ZDF (B / R)
- Nur gehemmt und verklemmt? 1992, Feature, Partner per Annonce, 55', ZDF (B / R)
- Das Wrack, 1993, Tauchexpedition ins Rote Meer, die Geschichte einer absurden Schiffskatastrophe im Jahr 1941, Dokumentarfilm, 45', ZDF, (B / R)
- Staub und Sterne 1993, Talk, Redaktionsleitung und Videoclips, RTL, 30' (B / R)
- Moment Mal, 1993, 3 Folgen à 7', ZDF (B / R)
- So gesehen – Gedanken zur Zeit, 1993–1994, 21 Beiträge mit Moderation, SAT.1 (B / R / Mod.)

### Fiktional Fernsehen + Kino
- Das schreckliche Mädchen, 1990, Regie Michael Verhoeven, Oskar-nominiert, Rolle Richter (D)
- Geheim – oder was?! 1994, dreiteilige Jugendserie mit Moritz Bleibtreu, ZDF, Multimedia Hamburg, 75’ 14 Mal ausgestrahlt, (B / R)
- Jede Menge Leben, 1995–1996, ZDF, Colonia Media, Serie, 55 Folgen à 23’ ( R )
- Alphateam, 1996–1999, SAT.1, Multimedia Hamburg, Serie, 11 Folgen à 48’ ( R )
- Der Fahnder, 1997, WDR, Colonia Media Köln, Serie, 3 Folgen, à 48’ ( R )
- Großstadtrevier, 1998, NDR, Studio Hamburg Produktion, Serie, 2 Folgen à 48’ ( R )
- SK-Babies / SoKo 18, 1998, RTL, Polyphon, Serie, 4 Folgen à 48’ ( R )
- St. Angela, 1998–1999, NDR, Rhinestone, Serie, 12 Folgen à 48’ ( R )
- City Express, 1999, WDR, Colonia Media, 5 Folgen à 48’ ( R )
- Helicops, 1999–2000, SAT.1, Polyphon, Serie, 4 Folgen à 48’ ( R )
- Die Wache, 2000–2003, RTL, Endemol, Serie, 12 Folgen à 48’ ( R )
- Herzschlag – Die Retter, 2001–2003, ZDF, Cinecentrum, Serie, 11 Folgen à 48’ ( R )
- Hinter Gittern – Der Frauenknast, 2004, RTL, Grundy-UFA, Serie, 2 Folgen à 48’ ( R )
- Verschollen, 2004, RTL, teamWorx, Serie, 4 Folgen à 48’ ( R )
- Der Fremde 2006, Regie: Cecilia Malmstöm, Kurzfilm, 13’, Herstellungsleitung
- Herzschlag Hamburg 2008, Kompilation, 170’, Projektleitung/Producer
- Die Flicks, 2009/2010, SWR/ARTE, Cinecentrum, Dokufiction 2teiler, 2× 52’ (Regie Fictionteile)